# Eucladium recurvirostre
Eucladium recurvirostre là một loài Rêu trong họ Pottiaceae. Loài này được (Hedw.) C.E.O. Jensen mô tả khoa học đầu tiên năm 1939.